# Peter Van Der Heyden
Peter Van Der Heyden (Aalst, 16 luglio 1976) è un ex calciatore belga, di ruolo difensore.

## Palmarès

### Club

#### Competizioni nazionali
- Campionato belga: 2

Bruges: 2002-2003, 2004-2005
- Coppa del Belgio: 2

Bruges: 2001-2002, 2003-2004
- Supercoppa del Belgio: 3

Bruges: 2002, 2003, 2004